# NGC 4183
NGC 4183 је спирална галаксија у сазвежђу Ловачки пси која се налази на NGC листи објеката дубоког неба.
Деклинација објекта је + 43° 41' 53" а ректасцензија 12h 13m 16,8s. Привидна величина (магнитуда) објекта NGC 4183 износи 12,1 а фотографска магнитуда 12,8. Налази се на удаљености од 17,314 милиона парсека од Сунца. NGC 4183 је још познат и под ознакама UGC 7222, MCG 7-25-51, CGCG 215-53, FGC 1386, PGC 38988.